# محمد القبانجي
محمد القبانچي (1904 - 1989) فنان ومطرب من العراق، وهو أحد الرواد المبدعين في مجال المقام العراقي، ويعتبر من أشهر قارئي المقام في العراق.

## عن حياته
[عدل]
اسمه محمد عبد الرزاق الطائي، لقب بالقبانچي وهو لقب يطلق على من يمتهن مهنة وزن المحاصيل بالقبان وهي كانت مهنة والده وقد عمل بها في صغره.
أجاد القبانچي غناء الموشحات وهو بعمر 12 سنة، ولقب بمطرب العراق الأول في المؤتمر الثاني للموسيقى الشرقية في القاهرة عام 1932م، وقد تنافس مع الفنانة ام كلثوم والفنان محمد عبد الوهاب.
في أيام شبابه مارس مهنة التمثيل المسرحي وكان أحد ممثلي أول فرقة مسرحية عراقية، اسسها الفنان حقي الشبلي في عام 1927 باسم الفرقة التمثيلية الوطنية، ومثل معه الفنان أحمد حقي الحلي والفنان عزيز علي وغيرهما من رواد التمثيل والمسرح في العراق، ولقد قدمت الفرقة كلاً من مسرحية وحيدة، ومسرحية صلاح الدين الايوبي، ومسرحية جزاء الشهامة.
بدأ بالغناء الصوفى والاذكار وبدأ بتسجيل المقامات في عام 1925م، وسجل جميع المقامات وكان مبدعا فيها، وقد طور البستة العراقية، وابتدع بنفسه نوعا جديدا من المقامات واطلق عليه تسمية مقام اللامي.
كان يقيم حفلات المنقبة النبوية وشاركه في كثير منها الحافظ مهدي العزاوي ومن أبرزها التي أقامها في قاعة الملك فيصل الأول مع الأستاذ الحافظ مهدي العزاوي بمناسبة حفل ختان أولاد الزعيم نور الدين محمود سنة 1948.

## النّشأة والتّعليم الموسيقيّ
- وُلد محمد القبانجي عام 1904 في بغداد، ونشأ في بيئة موسيقيّة تمكّن فيها من تعلّم فنون المقامات العراقيّة.
- تعلّم طريقة التلاوة البغدادية للقرآن، وانضم إلى "بطانة المقرئين" في موالد بغداد.
- تأثر في بداياته بالأسلوب الفنّيّ للمقرئ ملّا عثمان الموصلي، لكنّه لاحقًا طوّر أسلوبًا فنّيًا خاصًّا به، يتميّز بخلوه من التّقليديّة الصّارمة في المقام.[1]

## الانطلاقة الفنّيّة
- بدأ الغناء في مقاهي بغداد، مثل مقهى "الفضوة" ومقهى "القيصرية"، خاصة خلال شهر رمضان لحفلات التلاوة، حيث لفت الأنظار إلى موهبته بصوته الرخيم وأدائه الدقيق. [1]
- صوته اتسم بطلاقة عالية، ومساحة صوتية واسعة، مما جعله مرجعاً في فن المقام العراقي، إذ كان يجمع بين المحاكاة الدقيقة لقواعد المقام وبين التعبير النصّي الموسيقي.[1]

## الإنجازات والمؤتمرات الدّوليّة
- في مارس 1932، مثل القبانجي العراق في المؤتمر الأوّل للموسيقى العربية بالقاهرة، حيث تميّز بأدائه أمام الحضور العام، وبذلك أسهم في التعريف بالمقام العراقي.[1]
- إثر المؤتمر، زار برلين وسجّل عددًا من المقامات على اسطوانات، منها مقام "اللامي"، الذي أضافه لأول مرة إلى الغناء الشرقي، وأصبح لاحقاً مصدر إلهام لملحنين كبار مثل محمد عبد الوهاب. [1]

## التوسّع الفنّيّ خارج العراق
- خلال زيارته لأوروبا تعرّف القبانجي إلى الفنان التونسي خميس الترنان والمطربة حبيبة مسكيّة، فزار تونس وأصبحت من أهم محطّاته الفنية. [1]
- أصبح له حضور منتظم في الإذاعة العراقية، حيث انضمّ إلى فرقة الإذاعة الموسيقية عام 1948 بقيادة جميل بشير، ثم شارك مع "فرقة الإذاعة الثانية" ورافق عروضا إذاعية وغير إذاعية.[1]

## التكريم والإرث الفنّيّ
- في عام 1979 رشحه المجلس الدولي للموسيقى لنيل "الجائزة العالمية للموسيقى" تقديراً لقدراته الارتجالية ومكانته كأقوى مغني ارتجال في العالم العربي.[1]
- اعتزل النغمات الرسمية في مطلع الثمانينات، لكنه استمر في أداء المقامات في المحافل الصغيرة، مستضيفًا هواة وطلاب المقام، ليبقى مرجعاً معترفاً به في الوسط الموسيقي العراقي.[1]

## أبرز الأعمال والغناء
- أسهم القبانجي في إثراء التراث الغنائي بمجموعة من أعماله المميزة، مثل:
  - "لما أناخوا" و"متى يشتفي منك الفؤاد"
  - "سلام على دار السلام"
  - "يا ساهراً بالدجى، عن حالتي لا تسل"
- تميزت هذه الأعمال بصبغتها الارتجالية والالتزام بالمقام، مما أكسبها حضوراً في الوسط الفني.[1]